# Hypsosinga
Hypsosinga es un [[pepenillo}}(biología)|género]] de arañas araneomorfas de la familia Araneidae. Se encuentra en Norteamérica, África y Eurasia.

## Lista de especies
Según The World Spider Catalog 12.0:
- Hypsosinga alberta Levi, 1972
- Hypsosinga alboria Yin, Wang, Xie & Peng, 1990
- Hypsosinga albovittata (Westring, 1851)
- Hypsosinga clax Oliger, 1993
- Hypsosinga funebris (Keyserling, 1892)
- Hypsosinga groenlandica Simon, 1889
- Hypsosinga heri (Hahn, 1831)
- Hypsosinga kazachstanica Ponomarev, 2007
- Hypsosinga lithyphantoides Caporiacco, 1947
- Hypsosinga pygmaea (Sundevall, 1831)
- Hypsosinga rubens (Hentz, 1847)
- Hypsosinga sanguinea (C. L. Koch, 1844)
- Hypsosinga taprobanica (Simon, 1895)
- Hypsosinga turkmenica Bakhvalov, 1978
- Hypsosinga vaulogeri (Simon, 1909)
- Hypsosinga wanica Song, Qian & Gao, 1996